# 아프가니스탄 왕국
아프가니스탄 왕국(파슈토어: د افغانستان واکمنان 다 아프가니스탄 와크마난, 페르시아어: پادشاهي افغانستان 파데샤히예 아프가니스탄)은 1926년부터 1973년까지 존재한 아시아의 옛 나라로 바라크자이 왕조 또는 무하마드 자이 왕조라고도 불린다. 군주의 호칭은 '샤'(Shah)이며, 카불을 수도로 정하였다.

## 역사
1823년 아프간계 바라크자이족 출신의 도스트 무함마드가 왕위에 올라 두라니 왕조를 멸망시키고 아프가니스탄 왕국의 전신인 아프가니스탄 토후국을 세웠다.
그러나 1839년 ~ 1842년에 벌어진 제1차 영국-아프가니스탄 전쟁에 패해 도스트 무함마드가 굴복하고 후에 다시 복귀되어 토후국의 치세를 굳혔다. 하지만 1878년~1880년에 벌어진 제2차 영국-아프가니스탄 전쟁에서도 다시 패배해 혼란에 빠졌고 1901년 영국과 러시아 사이의 조약이 체결되어 안정을 되찾았으나 1905년 영국의 보호국으로 전락했다.
이후 쇄국 정책을 펴다가 제7대 아미르 아마눌라 칸에 의한 민족주의 운동이 시작되어 제1차 세계대전 때 중립을 지켰다. 1919년에 벌어진 제3차 영국-아프가니스탄 전쟁을 계기로 라왈핀디 조약으로 인하여 아프가니스탄은 독립을 승인받게 된다.
1926년 아마눌라는 토후국을 아프가니스탄 왕국으로 개편하고 첫 번째 국왕이 되었으며, 사회 전반에 걸쳐 대규모 개혁을 감행했으나 이슬람 보수 계층과 전통 부족 등의 반발로 결국 1929년 바차 이 사카오의 반란으로 실각했다. 제2차 세계대전 중에는 미국과 소련의 원조로 근대화 운동에 힘쓰는 등 여러 개혁에 착수했으나 1973년 무함마드 다우드에 의한 쿠데타로 인해 창건 150년 만에 무너지고 말았다.

## 역대 국왕
- 제1대 : 아마눌라 (재위 1926년 ~ 1929년)
- 제2대 : 나디르 샤 (재위 1929년 ~ 1933년)
- 제3대 : 무함마드 자히르 샤 (재위 1933년~1973년)

## 같이 보기
- 바라크자이 왕조